# Vaalsbroeker Mühle
Die Vaalsbroeker Mühle (auch: Vaalsbrucher Mühle oder Vaalsbroicher Mühle oder Vaalsbroeker Molen (ndl.) genannt) ist eine Wassermühle am Ufer des Zieversbach westlich der Ortschaft Vaals in den Niederlanden in unmittelbarer Nachbarschaft zum Schloss Vaalsbroek. Sie wurde 1542 urkundlich als Bannmühle erwähnt und bis etwa 1960 betrieben. In den 1980er-Jahren gelangte sie in den Besitz einer Investorengruppe und wurde zu einem Gastronomiebetrieb mit angeschlossenem Hotel umgebaut sowie im Jahr 2002 unter Denkmalschutz gestellt.

## Geschichte
Das im Jahr 1479 als „hoff zo Broiche“ erstmals erwähnte Gebäudeensemble bestand einst aus Wirtschaftsgebäuden, Herrenhaus, Brauhaus und einer später hin zugebauten Bannmühle. Nachdem die Mühle anfangs als Getreidemühle konzipiert war, diente sie um 1600 als Kupfermühle. Mehrere Besitzerwechsel und wirtschaftliche Notlagen bedingten in der Folgezeit einen zunehmenden Verfall der Mühlengebäude. Erst als der protestantische Aachener Tuchfabrikant Johann Arnold von Clermont wegen der Aachener Religionsunruhen im Jahr 1761 nach Vaals gezogen war und die baufälligen Immobilien übernommen hatte, erhielt der Mühlenkomplex eine neue Bedeutung. Clermont ließ zunächst den Bach kanalisieren, eine Wasserleitung bauen und zwei große Teiche als Wasserreservoir anlegen, die den ganzjährigen Betrieb der Mühle sichern sollten. Das Mühlengebäude wurde grundlegend restauriert und mit einem mittelschlächtigen Wasserrad mit einem Durchmesser von 5,26 m und einer Breite von 1,13 m ausgestattet. Im Gebäude richtete Clermont seine Spinnerei, Tuchschererei, Presserei und Färberei ein, lediglich die Weberei hatte er ausgelagert. Eine Gravur im Schlussstein über dem nördlichen Eingang zum ursprünglichen Produktionsbereich zeigt noch die Inschrift „ANNO 1765 IH“, die die Restaurierungsarbeiten von Clermont an der Mühle belegen. Unter der Leitung seines Sohnes Charles Theodor Arnold de Clermont wurde die Mühle 1809 in eine mechanische Spinnerei umgewandelt.
Die Familie Clermont blieb bis 1824 Eigentümer der Mühle, die wenige Jahre später von Karl Heinrich von Görschen (1784–1860) aus Aachen übernommen wurde. Hauptberuflich als Beamter bei der Bezirksregierung Aachen tätig, verpachtete von Görschen die Mühle an den Nadelfabrikanten Franz Ignatz Tyrell, der 1829 die seit 1809 als mechanische Spinnerei genutzten Mühlengebäude in eine Walkmühle umwandelte. Ab 1849 wurde die Mühle durch den neuen Pächter Hermann Joseph Boventer (1816–1878) wieder als Wollspinnerei genutzt, für die vermutlich auch eine erste Vergrößerung der vorhandenen Gebäude erfolgte. Im Jahr 1857 erfolgte wiederum die Umwandlung der Mühle zu einer Getreidemühle, nachdem von Görschen dazu die Zustimmung der Provinzialkammer erhalten hatte. Um vom fließenden Bachwasser unabhängig zu sein, ließ er 1860 ein Kesselhaus mit klassischem Vierkantschornstein errichten und eine erste Dampfmaschine installieren.
Ende des 19. Jahrhunderts wurde das Gebäude für die Wollspinnerei im ehemaligen Mühlentrakt in Wohnungen und die Mühle wieder zu einer Kornmühle umgewandelt. Durch Erbschaften gelangte der Mühlenkomplex, der 1905 noch mit einem Eisen- statt des vormaligen Holzrades und 1935 mit einem zusätzlichen Humboldt-Deutz-Motor ausgestattet worden war, in den Besitz der Familie von Mosel und ihrer deutschen Erben.
Nach dem Zweiten Weltkrieg wurden deren niederländische Besitztümer, darunter die Mühle, vom „Dutch Management Institute“ als feindliches Eigentum beschlagnahmt und an die „Stichting Beamtenfonds van de Staatsmijnen“ in Limburg verkauft. Dieser Fonds verkaufte unter anderem die Mühle mit Zubehör an Leon Hubert Schoonbroodt (1896–1944), der dort bereits seit 1939 als Pächter tätig gewesen war. Sein Sohn Martin Jean Hubert Schoonbroodt übernahm die Pacht und nutzte die Mühle bis etwa 1960 hauptsächlich für die eigene Mehlversorgung.
Danach begann für die Mühle eine Ära des Niedergangs und das noch intakte Mühleninnere wurde durch Vandalismus und Witterungseinflüsse vollständig zerstört. Erst als sie 1988 durch „Bohemen Vastgoed“ übernommen und zu einem Hotel-Restaurant umgebaut worden war, wurde ihr Verfall gestoppt. Für die neue Nutzung wurden nicht nur die bestehenden Gebäude restauriert, sondern ihnen auch ein moderner Anbau hinzugefügt. Die historische Mahlanlage und der Dieselmotor wurden erhalten und so aufgearbeitet, dass die Einrichtung mit dem Motor weiterhin als Teil der Inneneinrichtung des Restaurants im Gebäude verbleiben konnte. Auch der alte quadratische Schornstein der Dampfmaschine sowie das baufällige Wasserrad wurden vollständig originalgetreu saniert. Ende 1989 war die Restaurierung der Mühle und des alten Mühlengebäudes abgeschlossen. Bereits wenige Jahre später wurde ein weiterer Ausbau der Mühle für den Hotelbetrieb, der sich am 1. März 1999 der Gruppe „Dolce International“ anschloss, erforderlich. Mittlerweile gehörte dieser Betrieb zur Hotelkette Bilderberg und der Restaurationsbetrieb in der historischen Wassermühle wird als Gourmet-Restaurant geführt.

## Baucharakteristik

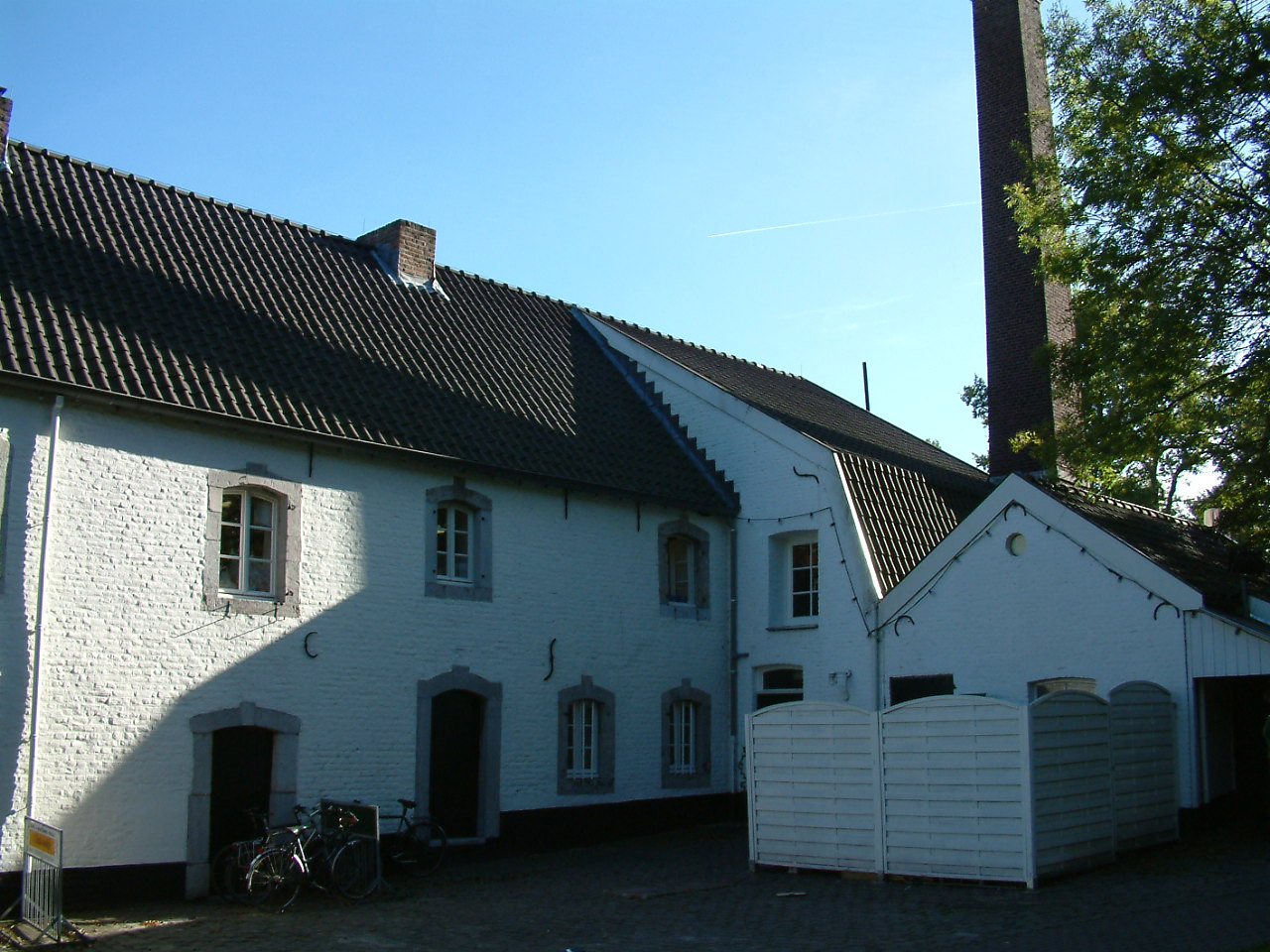
Rückseitige Ansicht Mühlengebäude
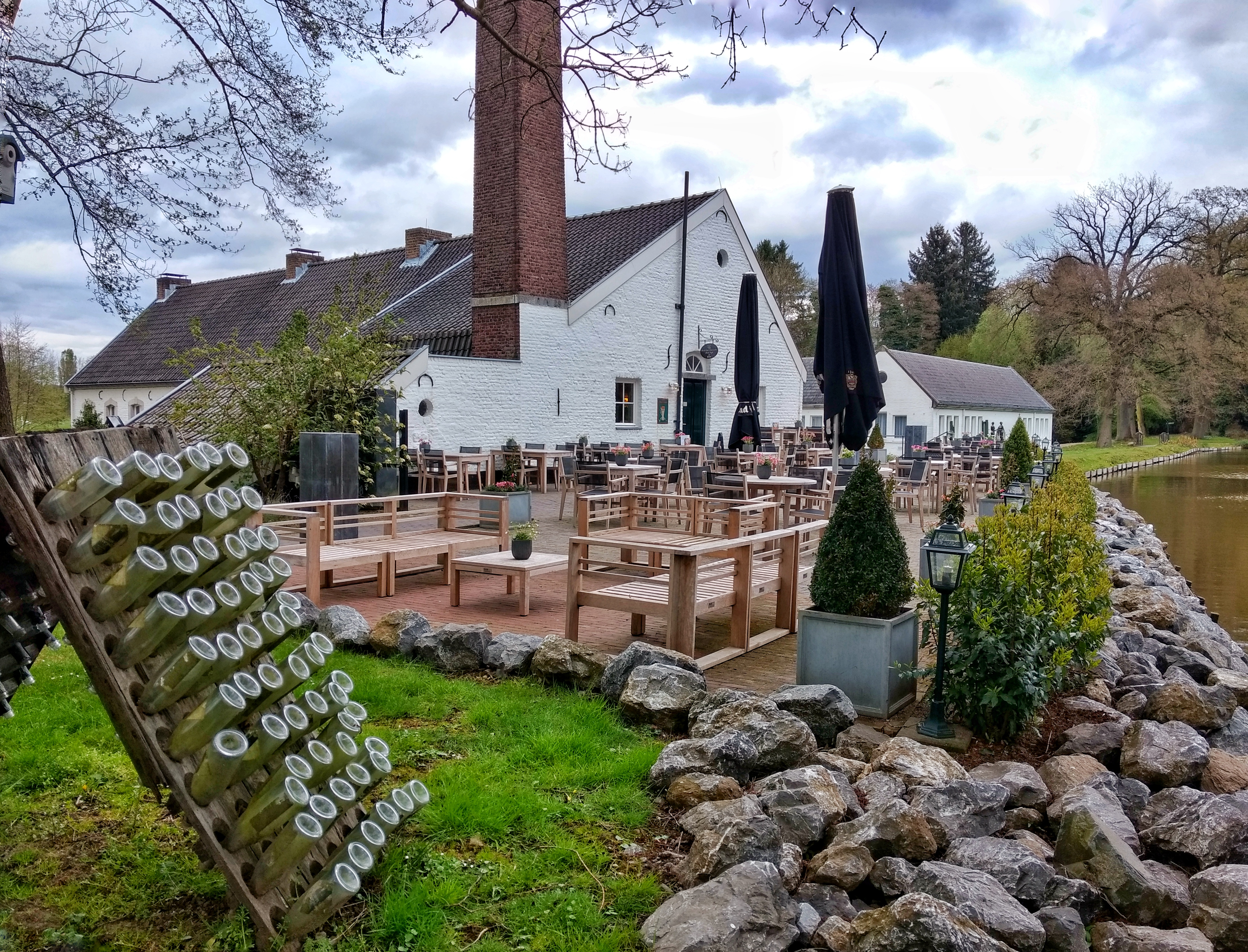
Zum Gastronomiebetrieb umgebautes Mühlengebäude
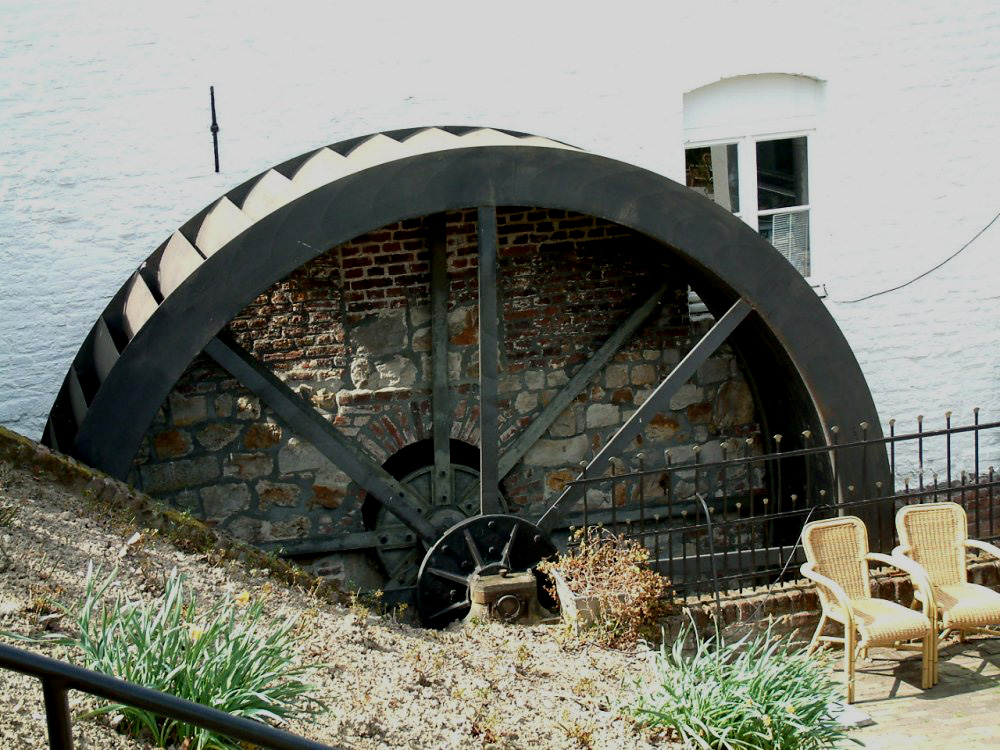
Saniertes Wasserrad

Die Wassermühle aus dem 18. Jahrhundert liegt nordöstlich des Herrenhauses. Sie ist ein zweigeschossiger, weiß getünchter Backsteinbau und bildet zusammen mit dem Wohnhaus einen länglichen, L-förmigen Baukomplex mit schiefergedecktem Satteldach. Die Inschrift „ANNO 1765 IH“ im Schlussstein der südlichen Eingangstür zeugt von ihrem Bau unter Johann Arnold von Clermont. Die Türrahmung besteht, ebenso wie die Fenstereinfassungen, aus Blaustein. Ein hoher rechteckiger Schornstein aus rot-braunen Ziegeln gibt Zeugnis davon, dass die Mühle früher einmal mit Wasserdampf betrieben wurde.
Östlich der historischen Mühle liegt ein mehrflügeliger Baukomplex, der für den Hotel-Restaurantbetrieb Ende der 1980er Jahre errichtet worden war. Die modernen Gebäude wurden in Form, Größe, Gestaltung und verwendeten Materialien der vorhandenen Bausubstanz angepasst. Ihr Ziegelmauerwerk steht auf einem dunklen Sockel und ist hellgetüncht. Sie sind über einen Brückenbau mit einem weiteren modernen Baukomplex nördlich der historischen Mühle verbunden. Dieser jüngste Teil des Schlosses ist dem Hotelbetrieb vorbehalten.